# Biväxt
Biväxt är inom biodlingen en växt där honungsbiet finner något att föra hem till samhället. Huvudgruppen av växter som bin är intresserade av är blommande fanerogamer med nektarier i produktion, det är de växter som aktivt attraherar insekter, för att försäkra sig om korspollinering, med något undantag. Biväxter är intressanta för de flesta entomologer, då de är kända från tabeller etc. Det är många insekter som söker sin näring i dem. Biväxter är även alla de okända som bidrar till bikittet propolis, en brun-gul, seg-hård massa.   